# Nickelodeon Movies
Nickelodeon Movies – studio filmowe należące do stacji Nickelodeon. Niektóre filmy z tego studia były lub będą emitowane w Polsce.
Od 2020 roku SpongeBob Kanciastoporty jest maskotką studia, a także jego działu animacji.

## Filmy
- Harriet szpieg (1996)
- Operacja „Hamburger” (1997)
- Pełzaki: Gdzie jest bobas? (1998)
- Dzień bałwana (2000)
- Pełzaki w Paryżu (2000)
- Jimmy Neutron: mały geniusz (2001)
- Zatrzymani w czasie (2002)
- Hej Arnold (2002)
- Dzika rodzinka (2002)
- Pełzaki szaleją (2003)
- Przygody Timmy’ego: Abra-Katastrofa! (2003)
- SpongeBob Kanciastoporty (2004)
- Jimmy Timmy Mocna Godzina (2004)
- Lemony Snicket: Seria niefortunnych zdarzeń (2004)
- Twoje, moje i nasze (2005)
- Mad Hot Ballroom (2005)
- Z życia nastoletniego robota: Ucieczka z planety Roju (2005)
- Nacho Libre (2006)
- Krowy na wypasie (2006)
- Drake i Josh jadą do Hollywood (2006)
- Pajęczyna Charlotty (2006)
- Atlantyda kanciastyda (2007)
- Ostatni dzień lata (2007)
- Roxy Hunter i duch (2007)
- Angus, stringi i przytulanki (2008)
- Nieidealna (2008)
- Roxy Hunter i straszny Halloween (2008)
- Kroniki Spiderwick (2008)
- Roxy Hunter i tajemnica szamana (2008)
- iCarly leci do Japonii (2008)
- Hotel dla psów (2009)
- Schłodzony jubileusz (2009)
- Roxy Hunter i mityczna syrenka (2009)
- Wyobraź sobie (2009)
- iCarly: Walczę z Shelby Marx (2009)
- Wróżkowie chrzestni: Trylogia życzeń (2009)
- Kanciaste korzenie: Historia Spongeboba Kanciastoportego (2009)
- Spectacular (2009)
- Ostatni władca wiatru (2010)
- Przygody Tintina (2010)
- Fred: The Movie (2010)
- Bestia z Wolfsberga (2010)
- Rango (2011)
- Wymiatacz (2011)
- Wróżkowie chrzestni: Dorośnij Timmy! (2011)
- iCarly: Przyjęcie z Victoria znaczy zwycięstwo (2011)
- Noc żywego Freda (2011)
- Big Time Rush w akcji (2012)
- Wyśpiewać marzenia (2012)
- Fun Size (2012)
- Wróżkowie chrzestni: Timmy ratuje święta (2012)
- Tajemnice domu Anubisa: Kamienny dotyk Ra (2013)
- Szwindel (2013)
- Wróżkowie chrzestni: Rajskie tarapaty (2014)
- Wojownicze żółwie ninja (2014)
- Pechowcy (2014)
- SpongeBob: Na suchym lądzie (2015)
- Pewien zwariowany rejs (2015)
- Wojownicze żółwie ninja: wyjście z cienia (2016)
- Park cudów (2019)
- Dora i Zaginione Miasto (2019)
- SpongeBob Film: Na ratunek (2020)
- Psi Patrol: Film (2021)
- Harmidom: Film (2021)
- Zespół J (2021)
- Wojownicze Żółwie Ninja: Ewolucja – Film (2022)
- Jak zostać samurajem? (2022)
- Wielka miejska Przygoda Blue (2022)
- Wojownicze Żółwie Ninja: Zmutowany chaos (2023)
- Psi Patrol: Wielki Film (2023)
- Operacja „Hamburger” II (2023)
- Powrót Grzmotomocnych (2024)
- Ocalić Bikini Dolne: Sandy w akcji (2024)
- Nie czas szpiegować - Harmidom Film (2024)
- Niebezpieczny Henryk: Film (2025)
- Plankton: Film (2025)
- Smerfy: Wielki film (2025)
- Dora i poszukiwacze Sol Dorado (2025)
- SpongeBob: Klątwa pirata (2026)